# きんよう420
『きんよう420』（きんようよんにーまる）とは、2017年4月7日から2019年3月29日まで秋田テレビで放送されていたローカル情報バラエティ番組・夕方ワイド番組である。

## 番組概要
2016年度に放送されていた前身番組『げつ→きん420』を2017年度から金曜日の放送に集約させた番組で出演者は前身番組『げつ→きん420』の出演者が引き続き出演。
2019年3月29日をもって終了が決定し前身番組『げつ→きん420』から続く『420シリーズ』は3年の放送に幕を下ろすことになった。

## 出演者

### MC
- 熊坂良（当時秋田テレビアナウンサー）
- 相場詩織（元・静岡朝日テレビアナウンサー）
- 佐藤奈都美（秋田テレビアナウンサー（2018年度）

#### 過去の出演者
- 石垣政和（2017年度）